# أبو الشوك حسام الدولة فارس بن محمد
الأمير حسام الدولة أبو الشوك فارس بن محمد بن عنان(عناز) أو (عيار) ؛ مالك الجبل من الدينور وقرميسين وغيرهما، توفي في شهر رمضان سنة 437 بقلعة السيروان ، كان أميرا فارساً أديباً شاعراً مادحاً لأئمة الشيعة . وفي تاريخ ابن الأثير في حوادث سنة 342 للهجرة : أرسل الخليفة المطيع رسلاً إلى خراسان للإصلاح بين نوح بن أحمد الساماني صاحب خراسان وركن الدولة بن بويه ، فلما وصلوا حلوان خرج عليهم ابن ابي الشوك الكردي وقومه فنهبوا قافلتهم وأسروهم ثم أطلقوهم ، فأرسل معز الدولة عسكراً إلى حلوان فأوقع بالأكراد. وذكر ابن الأثير في حوادث سنة 404 هج فيها تزوج أبو الأعز دبيس بن علي بن مزيد بأخت أبي الشوك فارس بن عناز أمير الأكراد.

## ذكر محاصرة شهرزور وغيرها
سار أبو الشوك إلى شهرزور فحاصرها ونهبها وأحرقها وخرَّب قراها وسوادها وحاصر قلعة تبرانشاه فدفعه أبو القاسم بن عياض عنها ووعده أن يخلص ولده أبا وكان مهلهل قد سار من شهرزور لما بلغه أن أخاه أبا الشوك يريد قصدها وقصد نواحي سندة وغيرها من ولايات أبي الشوك فنهبها وأحرقها وهلكت الرعية في الجهتين.
ثم إن أبا الشوك راسل أبا القاسم بن عياض يستنجزه ما وعده به من تخليص ولده والشروط التي تقررت بينهما فأجابه بأن مهلهلًا غير مجيب إليه.
فعند ذلك سار أبو الشوك من حلوان إلى الصامغان ونهبها ونهب الولاية التي لمهلهل جميعها فانزاح مهلهل من بين يديه وترددت الرسل بينهما فاصطلحا على دغل ودخل وعاد أبو الشوك.